# Чербі
Чербі (тув. Черби) — село у Кизилському кожууні Республіки Тива (Росія). Відстань до районного центру Каа-Хем 21 км, до центру республіки міста Кизила 22 км, до Москви 3933 км.

## Населення
| Рік       | 2011 | 2012 | 2013 | 2014 | 2015 |
| --------- | ---- | ---- | ---- | ---- | ---- |
| Населення | 1130 | 1107 | 1102 | 1133 | 1127 |